# Jätte

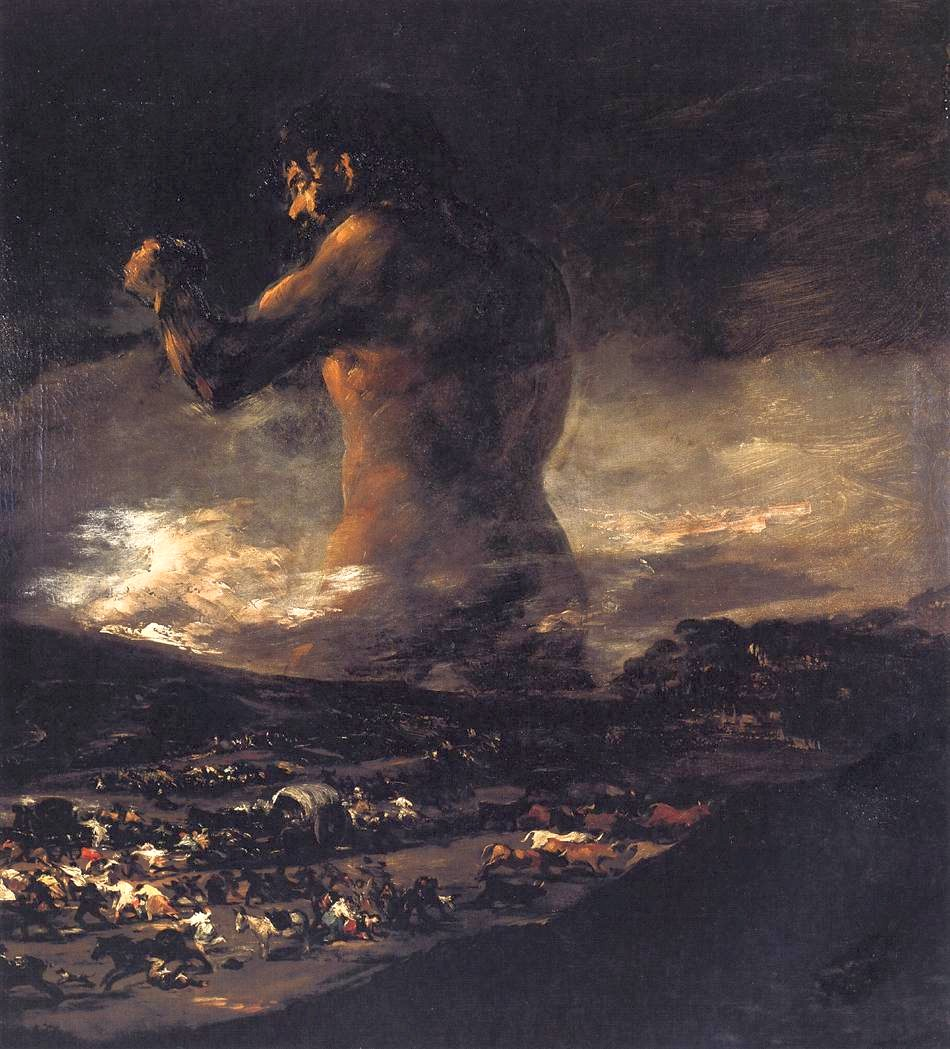
Jätten (1808) av Goya.

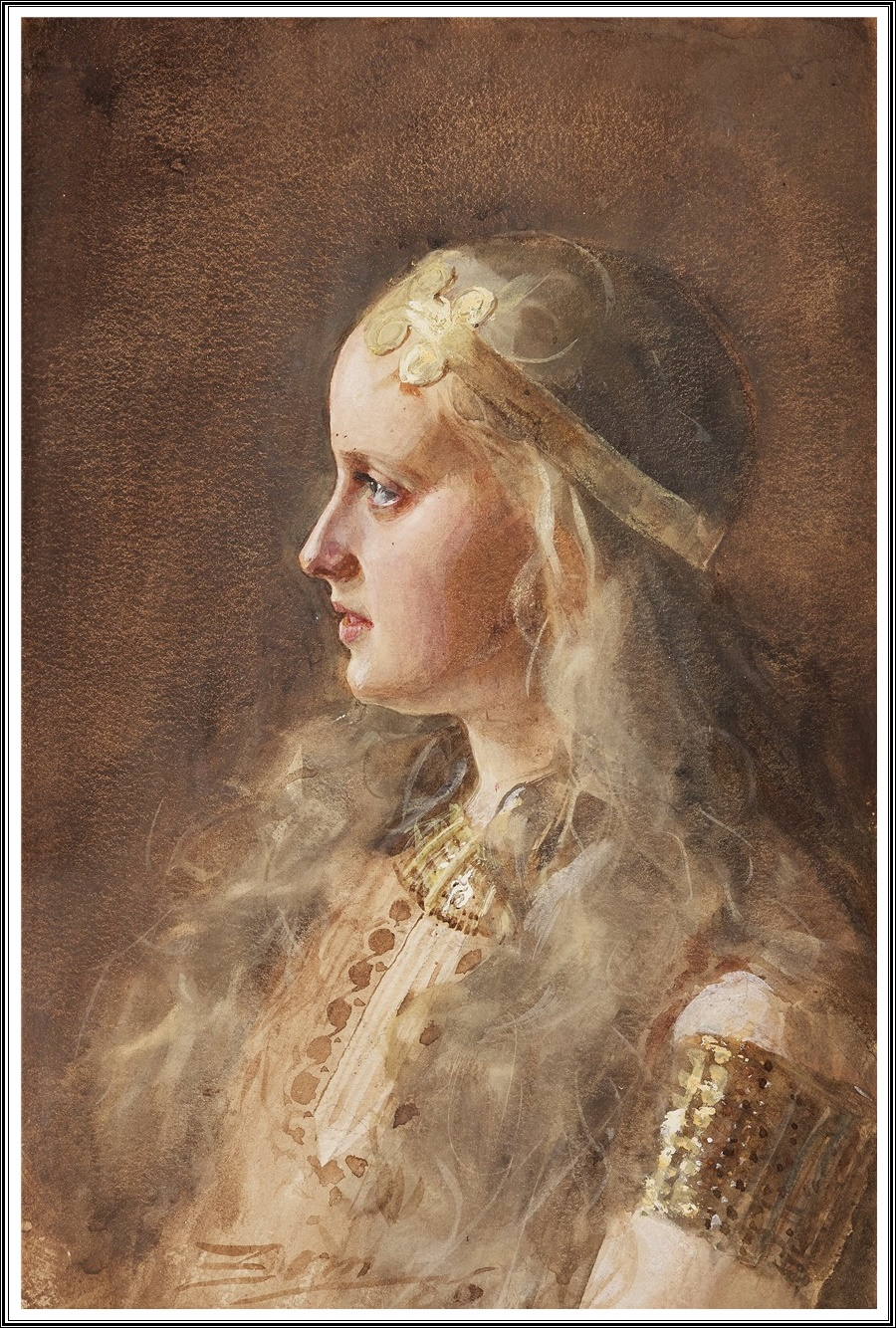
Jättinnan Gunnlöd, Suttungs dotter, målning av Anders Zorn.

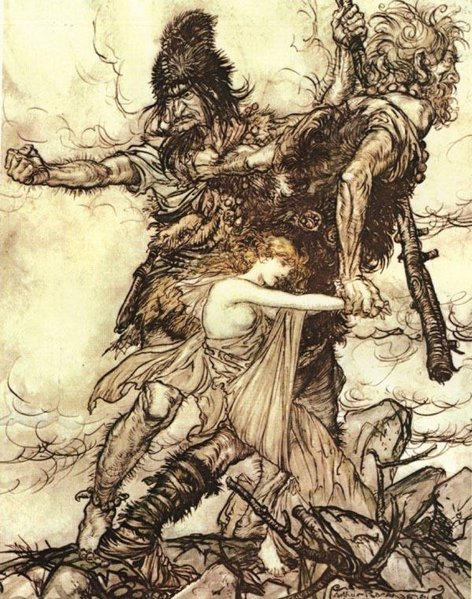
Jättar som rövar bort Freja. Illustration av Arthur Rackham.

Jätte (fsv. iætte. kortform av fsv. iætun, från urgermaniskans etunaz med betydelsen frossare) är i nordisk mytologi och folktro en storväxt och stark varelse med människogestalt, ibland klumpig och enfaldig, ibland ond och lömsk, men ibland också trollkunnig och vis. Jättarna var ofta fientliga mot gudar och människor, men båda grupperna fick också hjälp och råd från jättarna, och flera av gudarnas gemåler var jättar. De kallades i äldre tid även jotnar, resar (risar) i synnerhet bergsresar (bergrisar) samt tursar (þursar) i synnerhet rimtursar (hrímþursar) men även eldtursar. En jättinna kallades vanligen för en gyger (gýgr), men även för trollkona och dylikt. Ordet jätte anses vanligen vara besläktat med verbet äta (denna etymologi föreslogs först av Jacob Grimm) och ha betydelsen av glupsk frossare (jämför antikens människoätande cykloper och laistrygoner); turs och rese torde betyda "stark"; i nyisländskan antyder risi storlek, jötunn styrka, þurs dumhet. Det finns teorier om att jättar dyrkades under förkristen tid.

## I nordisk mytologi
Enligt den nordiska gudaläran var rimtursarna bland de tidigaste gestalterna som tog form jämte gudarnas urfader Bure (Búri) och Ymer (Ymir) – en jätte av kosmiska dimensioner. Hela världen skapades sedan av hans döda kropp. Rimtursarna dränktes därpå i Ymers blod (det vill säga världshaven) så när som på en viss Bergelmer (Bergelmir) och hans maka, från vilken senare tiders jättar härstammar.
Efter sitt ursprung associerades jättarna med urtidens kaos och de vilda, otämjda naturkrafterna. De beskrevs som giganter som kunde kasta klippblock flera mil och som lämnade spår efter sig i landskapet i form av jättegrytor, flyttblock och gravhögar. De är fientliga mot all högre odling samt även till sitt yttre vanskapliga – omåttligt stora, månghövdade, svarthyade och skräckinjagande. Deras välde är Jotunheim (Jǫtunheimar), en av Yggdrasils nio världar, vilken tänktes breda ut sig bortom Midgårds gränser framför allt i norr och i öster, där ständigt snöhöljda berg och djupa skogar avskärmar människornas värld från jättarnas. I Jotunheim har de en väldig fästning kallad Utgård (Útgarðr) förestånden av den listige jätten Utgårdaloke (Útgarða-Loki). I Midgård bor de i mörka hålor eller vid jordens utkanter och ibland de vilda fjällen. De älskar mörkret och mörkrets gärningar; i synnerhet är detta fallet med de jättinnor, som kallas mörkridor (isl. myrkriður) och färdas omkring nattetid, ridande på ormtyglade ulvar, och bedriver allt ofog (jämför Hyrrokkin). Överraskas dessa onda varelser av solens ljus, förvandlas de till sten. Det är mot detta jättesläktens avskum, som Tor för en ständig kamp.
Icke desto mindre kunde jättarna också beskrivas som storväxta människoliknande gestalter som accepteras av asarna. Gudar och jättar är i själva verket besläktade, eftersom gudafadern, Oden, på mödernet härstammar från jätten Böltorn (Bǫlþorn). Äktenskap ingås mellan gudar och jättar: Njord äktar Skade, Gerd blir Frejs maka, Oden vinner Gunnlöds kärlek, och Tor själv, jättehataren, älskar Jarnsaxa, Magnes moder. Loke, som både på fädernet och mödernet är av jättesläkt, är fullständigt införlivad med gudakretsen. Havsjätten Ägir inbjuder gudarna till gästabud och gör hos dem återbesök.
I likhet med titanerna i den grekiska gudasagan utgör jättarna ett äldre släkte, undanträngt av gudarna och på väg att utplånas; men förutom den forntida överväldigande styrkan har de även bevarat forntidens oskuld och enfald (Eddan tilldelar jättar epiteten barnaglad, barnafrom) samt en urgammal visdom och en kunskap, som går längre tillbaka mot tingens upphov, än de senare tillkomna gudarna kan minnas. Därför söker också Oden att hos Mimer, Vaftrudner och andra jättar inhämta denna prokosmiska kunskap. Alla dessa jättar och jättinnor, som brukar umgås fredligt med asarna, beskriver myten som visa och vackra och deras boningar omges ofta med en viss hemtrevnad.
I flera sägner omtalas, att jättar av en utfäst arbetslön luras att uppföra ansenligare byggnader. Så uppfördes till exempel Midgårdsborgen av en jätte. Men de går alltid miste om arbetslönen; när byggnaden är nära sin fullbordan, blir de antingen dödade av Tors ljungeld eller förvandlade till sten.
I Ragnarök där den slutgiltiga striden mellan gudar och jättar utkämpas, går jättarna under för evigt; i den nya världen, som därefter uppkommer, finns ingen plats för jättesläktet.

## I andra sammanhang
Jättar förekommer också ofta i sagor. Oftast är de då fientliga mot människorna men undantag finns. Det är också vanligt att jättarna går hemska öden till mötes. Ett exempel på en sådan saga är den om jätten Finn i Lund. I denna saga påstås att jätten Finn skulle ha byggt Lunds domkyrka men sedan förvandlats till sten.
Liksom jättarna tidigare kämpade mot asagudarna, strider de under kristna tiden mot Kyrkan och kastar i sin förbittring stora klippstycken ("jättekast") mot kyrkorna, eftersom de inte kan tåla klockklangen.
Inom folktron levde föreställningen att jättar levat någon gång i forntiden men dött ut i samband med kristendomens ankomst. Andra spår av jättarna var jättegrytor och märkliga bergformationer som antogs vara avtryck av jättar i berget. Under den tid då jättarna levde skall berget ha varit mjukt och därför lämnat spår av jättarna.
Överallt visar man dessa av jättarna slungade klippblock, och folksägnen har än i dag mycket att berätta om bergtagna människor, om jättarnas ofta praktfulla boningar i klippan, om deras rikedomar och deras hulliga hjordar.
I norsk folktro och saga antog trollen sådana proportioner att de måste betraktas som jättar.
Inom den församiska föreställningen är jiettanas människoslukande personer med flera fruar. De kunde tillfångatas och ätas upp av människorna, och buken var fylld med metaller såsom silver och guld. Huruvida dessa föreställningar ursprungligen härstammar från den "germanska" mytologin kan dock ifrågasättas.
I grekisk mytologi motsvaras jättarna av giganter och titaner.
I Bibeln kan man läsa om jättar i 1 Mos 6:4 och i 4 Mos 13:33-34. Se: Nefilim.
Enligt Paracelsus förklaringen till att sirenerna, jättarna, dvärgarna och zundlarna, som är eldfolkets monstra, överhuvudtaget existerar är inte deras uppgift att vakta något, utan att de är järtecken, som förebådar svåra tider för mänskligheten.